# Cup Tie Competition 1901
La Cup Tie Competition 1901 (también llamada Copa Competencia "Chevallier Boutell" 1901) fue la segunda edición de esta competición oficial y de carácter internacional, organizada por The Argentine Association Football League.
La Copa que estaba en juego fue donada por el presidente de The Argentine Association Football League, Francis Chevallier Boutell, y por eso llevó su nombre. La final del torneo se disputó en la Provincia de Buenos Aires, mientras que las semifinales se llevaron a cabo en Montevideo y Rosario.
Nueve fueron los participantes de esta edición, superando los siete del primer torneo. A esta Copa se añadieron Montevideo y Nacional, ambos de Uruguay.

## Equipos participantes

### The Argentine Association Football League
| Belgrano | Lomas | Alumni | Quilmes |

### Rosario
| Rosario |

### The Uruguay Association Football League
| Albion | CURCC | Montevideo | Nacional |

## Fase inicial

### Sección Montevideo
Esta fase la disputaron 3 equipos de la Liga Uruguaya de Football. Se  enfrentaron a partido único y clasificó el ganador. También participó Montevideo Cricket Club, del que se desconocen sus enfrentamientos.
Primera eliminatoria
| Fecha      | Equipo 1 | Resultado | Equipo 2 |
| ---------- | -------- | --------- | -------- |
| 12 de mayo | CURCC    | 3 - 1     | Nacional |

Segunda eliminatoria
| Fecha       | Equipo 1 | Resultado | Equipo 2 |
| ----------- | -------- | --------- | -------- |
| 30 de junio | CURCC    | 4 - 2     | Albion   |

### Sección Buenos Aires
Esta fase la disputaron 4 equipos de The Argentine Association Football League. Se enfrentaron a partido único y clasificaron los 2 ganadores.
| Fecha       | Equipo 1 | Resultado | Equipo 2 |
| ----------- | -------- | --------- | -------- |
| 29 de junio | Alumni   | 4 - 0     | Lomas    |
| 29 de junio | Belgrano | 2 - 1     | Quilmes  |

## Fase final

### Cuadro de desarrollo
|  | Semifinales | Semifinales | Semifinales |         |        | Final  | Final | Final |  |
|  |             |             |             |         |        |        |       |       |  |
|  |             |             |             |         |        |        |       |       |  |
|  | U           | CURCC       | 0           |         |        |        |       |       |  |
|  | U           | CURCC       | 0           |         |        |        |       |       |  |
|  | A           | Alumni      | 1           |         |        |        |       |       |  |
|  | A           | Alumni      | 1           |         | Alumni | Alumni | 2     |       |  |
|  |             |             |             |         | Alumni | Alumni | 2     |       |  |
|  |             |             | Rosario     | Rosario | 1      |        |       |       |  |
|  | R           | Rosario     | Rosario     | Rosario | 1      | 6      |       |       |  |
|  | R           | Rosario     |             |         |        | 6      |       |       |  |
|  | A           | Belgrano    | 2           |         |        |        |       |       |  |
|  | A           | Belgrano    | 2           |         |        |        |       |       |  |
|  |             |             |             |         |        |        |       |       |  |

### Semifinales
Esta fase la disputaron los 3 ganadores de la Fase Inicial y Rosario Athletic Club, invitado. Se enfrentaron a partido único y clasificaron los 2 ganadores.
| Fecha       | Equipo 1 | Resultado | Equipo 2 |
| ----------- | -------- | --------- | -------- |
| 18 de julio | CURCC    | 0 - 1     | Alumni   |
| 18 de julio | Rosario  | 6 - 2     | Belgrano |

### Final
La disputaron los 2 ganadores de las Semifinales. Se enfrentaron el 25 de agosto a partido único, y se consagró campeón el Alumni Athletic Club en el segundo torneo.
| - | Guardameta     | A. Coste        |  |
| - | Defensa        | Walter Buchanan |  |
| - | Defensa        | Carlos Brown    |  |
| - | Centrocampista | Tomás Brown     |  |
| - | Centrocampista | Andrés Mack     |  |
| - | Centrocampista | Eliseo Brown    |  |
| - | Delantero      | Patricio Dillon |  |
| - | Delantero      | Juan José Moore |  |
| - | Delantero      | Spencer Leonard |  |
| - | Delantero      | C. Taylor       |  |
| - | Delantero      | Eugenio Moore   |  |

| - | Guardameta     | Allan Willcox   |  |
| - | Defensa        | Jorge Middleton |  |
| - | Defensa        | William Penman  |  |
| - | Centrocampista | V. Parr         |  |
| - | Centrocampista | H. Middleton    |  |
| - | Centrocampista | C. Parr         |  |
| - | Delantero      | Alfredo Le Bas  |  |
| - | Delantero      | A. Robinson     |  |
| - | Delantero      | Miguel Green    |  |
| - | Delantero      | J. Parr         |  |
| - | Delantero      | Alberto Le Bas  |  |

| 8' · 138' | Spencer Leonard Patricio Dillon | 1:0 2:1 |

| 60' | A. Robinson | 1:1 |

| - | Guardameta     | A. Coste        |  |
| - | Defensa        | Walter Buchanan |  |
| - | Defensa        | Carlos Brown    |  |
| - | Centrocampista | Tomás Brown     |  |
| - | Centrocampista | Andrés Mack     |  |
| - | Centrocampista | Eliseo Brown    |  |
| - | Delantero      | Patricio Dillon |  |
| - | Delantero      | Juan José Moore |  |
| - | Delantero      | Spencer Leonard |  |
| - | Delantero      | C. Taylor       |  |
| - | Delantero      | Eugenio Moore   |  |

| - | Guardameta     | Allan Willcox   |  |
| - | Defensa        | Jorge Middleton |  |
| - | Defensa        | William Penman  |  |
| - | Centrocampista | V. Parr         |  |
| - | Centrocampista | H. Middleton    |  |
| - | Centrocampista | C. Parr         |  |
| - | Delantero      | Alfredo Le Bas  |  |
| - | Delantero      | A. Robinson     |  |
| - | Delantero      | Miguel Green    |  |
| - | Delantero      | J. Parr         |  |
| - | Delantero      | Alberto Le Bas  |  |

| 8' · 138' | Spencer Leonard Patricio Dillon | 1:0 2:1 |

| 60' | A. Robinson | 1:1 |

| - | Guardameta     | A. Coste        |  |
| - | Defensa        | Walter Buchanan |  |
| - | Defensa        | Carlos Brown    |  |
| - | Centrocampista | Tomás Brown     |  |
| - | Centrocampista | Andrés Mack     |  |
| - | Centrocampista | Eliseo Brown    |  |
| - | Delantero      | Patricio Dillon |  |
| - | Delantero      | Juan José Moore |  |
| - | Delantero      | Spencer Leonard |  |
| - | Delantero      | C. Taylor       |  |
| - | Delantero      | Eugenio Moore   |  |

| - | Guardameta     | Allan Willcox   |  |
| - | Defensa        | Jorge Middleton |  |
| - | Defensa        | William Penman  |  |
| - | Centrocampista | V. Parr         |  |
| - | Centrocampista | H. Middleton    |  |
| - | Centrocampista | C. Parr         |  |
| - | Delantero      | Alfredo Le Bas  |  |
| - | Delantero      | A. Robinson     |  |
| - | Delantero      | Miguel Green    |  |
| - | Delantero      | J. Parr         |  |
| - | Delantero      | Alberto Le Bas  |  |

| 8' · 138' | Spencer Leonard Patricio Dillon | 1:0 2:1 |

| 60' | A. Robinson | 1:1 |

| - | Guardameta     | A. Coste        |  |
| - | Defensa        | Walter Buchanan |  |
| - | Defensa        | Carlos Brown    |  |
| - | Centrocampista | Tomás Brown     |  |
| - | Centrocampista | Andrés Mack     |  |
| - | Centrocampista | Eliseo Brown    |  |
| - | Delantero      | Patricio Dillon |  |
| - | Delantero      | Juan José Moore |  |
| - | Delantero      | Spencer Leonard |  |
| - | Delantero      | C. Taylor       |  |
| - | Delantero      | Eugenio Moore   |  |

| - | Guardameta     | Allan Willcox   |  |
| - | Defensa        | Jorge Middleton |  |
| - | Defensa        | William Penman  |  |
| - | Centrocampista | V. Parr         |  |
| - | Centrocampista | H. Middleton    |  |
| - | Centrocampista | C. Parr         |  |
| - | Delantero      | Alfredo Le Bas  |  |
| - | Delantero      | A. Robinson     |  |
| - | Delantero      | Miguel Green    |  |
| - | Delantero      | J. Parr         |  |
| - | Delantero      | Alberto Le Bas  |  |

| 8' · 138' | Spencer Leonard Patricio Dillon | 1:0 2:1 |

| 60' | A. Robinson | 1:1 |

| Campeón Alumni 1° título |